# Twin Fantasy (Face to Face)
Twin Fantasy (Face to Face) è l'undicesimo album in studio della band indie rock americana Car Seat Headrest, pubblicato il 16 febbraio 2018. Si tratta di una ri-registrazione e rielaborazione completa della band del sesto album della band, Twin Fantasy, dell'allora artista solista Will Toledo, pubblicato nel 2011.

## Tracce
Testi e musiche di Will Toledo.
1. My Boy (Twin Fantasy) – 2:52
2. Beach Life-in-Death – 13:19
3. Stop Smoking (We Love You) – 1:29
4. Sober to Death – 5:04
5. Nervous Young Inhumans – 5:25
6. Bodys – 6:46
7. Cute Thing – 5:39
8. High to Death – 7:39
9. Famous Prophets (Stars) – 16:10
10. Twin Fantasy (Those Boys) – 6:54

Durata totale: 71:17
- Beach Life-In-Death è diviso in tre parti, secondo le note di copertina
- Cute Thing contiene elementi della canzone Ana Ng dei They Might Be Giants, scritta da John Linnell e John Flansburgh